# Ulexit
Ulexit je minerál ze skupiny borátů, který krystalizuje v triklinické soustavě. Ulexit nese jméno německého chemika Georga Ludwiga Ulexe (1811–1883), který jej poprvé popsal.

## Vznik
Jedná se o evaporit typický pro oblasti plochých pánví, zejména pouštních pánví, z níž se voda rychle odpařuje. Dále vzniká ve slaných bažinách v suchých oblastech a také v sedimentech, kde byl bór dodávaný z okolních horkých pramenů. Některá ložiska mohou obsahovat více než jednu miliardu tun rentabilního ulexitu.

## Vlastnosti
- Fyzikální vlastnosti: Tvrdost 2,5, hustota 1,95 g/cm3, štěpnost dokonalá dle {010}, dobrá podle {110} a špatná dle {110}, lom nezřetelný, není radioaktivní.
- Optické vlastnosti: Bývá bezbarvý až mléčně bílý. Vryp má bílý, lesk skelný až hedvábný a je průsvitný i průhledný. Pod UV světlem v případě obsahu nečistot žlutě, zelenožlutě, a bíle fluoreskuje.
- Chemické vlastnosti: Obsah jednotlivých prvků - O 67,12%, B 13,34%, Ca 9,89%, Na 5,67%, H 3,98%. Nejčastější nečistota je v podobě hořčíku.

## Výskyt
- Chile, v blízkosti Iquique, a u solného jezera Surire, které je zároveň jedním z největších ložisek na světě.
- USA, Columbus Marsh, Rhodes Marsh a Teels Marsh v Nevadě a v Kalifornii z údolí Death Valley a Saline Valley (největší ložiska borátů na světě)
- Kazachstán, ložisko boru Inder.
- Čína, autonomní část Tibet, výskyt v Da-Chaidan a Zazangzaka slaných jezerech.
- Dále minoritní výskyt v Německu, Srbsku a Turecku.

## Parageneze
Vyskytuje se společně s colemanitem, boraxem, meyerhofferitem, hydroboracitem, probertitem, glauberitem, tronou, mirabilitem, kalcitem, sádrovcem a halitem.

## Využití

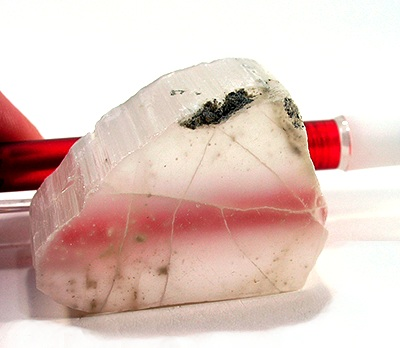
Optický efekt ulexitu

Ulexit, stejně jako borax anebo colemanit, má veliký význam jakožto ruda Bóru. Koncentrace bóru v ulexitu je komerčně velmi významná, protože koncentrované sloučeniny se používají při výrobě materiálů pro mnoho odvětví průmyslu. Bór se používá především ve výrobě skleněných vláken spolu s borokřemičitými skly odolnými vůči teplu, jako je tradiční Pyrex, světlomety automobilů a laboratorní sklo. Může se používat také jako leštěný v podobě drahého kamene, pro svůj efekt s efektem kočičího oka. Je také využíván pro své optické vlastnosti (označován jako "TV rock"), kde se jednotlivá vlákna chovají jako optická vlákna.